# باشگاه فوتبال سیا راگا
سیا-راگا یک باشگاه فوتبال از پورت ویلا، وانواتو است. این باشگاه در لیگ فوتبال پورت ویلا بازی می‌کند که بالاترین سطح فوتبال در پورت ویلا و وانواتو محسوب می‌شود.

## تاریخچه
سیا راگا پس از نایب قهرمانی لیگ دسته اول وانواتو ۱۵–۲۰۱۴ به بالاترین سطح لیگ فوتبال پورت ویلا صعود کرد. این اولین باری بود که نایب قهرمان آن لیگ هم صعود می‌کرد. به این دلیل که مسابقات به جای ۸ تیم به ۹ تیم افزایش یافت.